# Ārāllū-ye Kūchek
Ārāllū-ye Kūchek (persiska: آراللوی كوچک, آرالّوی كوچِك, آرالّو) är en ort i Iran.   Den ligger i provinsen Ardabil, i den nordvästra delen av landet, 400 km nordväst om huvudstaden Teheran. Ārāllū-ye Kūchek ligger 1 401 meter över havet och antalet invånare är 716.
Terrängen runt Ārāllū-ye Kūchek är platt åt nordväst, men åt sydost är den kuperad. Runt Ārāllū-ye Kūchek är det ganska tätbefolkat, med 139 invånare per kvadratkilometer. Närmaste större samhälle är Ardabil, 16,9 km nordväst om Ārāllū-ye Kūchek. Trakten runt Ārāllū-ye Kūchek består i huvudsak av gräsmarker.